# Мануховский сельский совет (Путивльский район)
Мануховский сельский совет (укр. Манухівська сільська рада) — входит в состав
Путивльского района
Сумской области
Украины.
Административный центр сельского совета находится в 
с. Мануховка
.

## Населённые пункты совета
- с. Мануховка
- с. Ивановка